# Ластурские замки
Ласту́рские за́мки (фр. châteaux de Lastours) — руины четырёх катарских за́мков, расположенных на соседних холмах севернее посёлка Ластур (местное произношение «Ластурс») в департаменте Од. 

## История
В средние века эти замки надёжно защищали узкую долину реки Орбьель и путь к горе Монтань-Нуар. Этот район до сих пор носит название Кабардес — это слово этимологически близко фамилии средневековых владельцев замков, семьи Кабаре (фр. Cabaret, Cabarez) — оба они восходят к латинскому названию Cabardensis, впервые употреблённому в хартии Карла Лысого от 20 июля 870 года — территория под таким названием отдавалась королём сеньору Каркассона по имени Олиба (лат. Oliba). 
В следующий раз замок Кабаре упоминается в акте с неуказанной датой (но он может относиться лишь к 1067 или 1068 году), подтверждающим права собственности местных феодалов. После этого замок Кабарет многократно упоминается в различных юридических документах, относящихся к 1086, 1124, 1137, 1144 и 1153 годам. Наиболее интересен последний документ, в котором епископ каркассонский и виконт Бертран де Кане дозволяет семье Кабаре учредить в их владениях воскресный рынок, а также возвести укреплённый замок Сюрдеспин при условии принесения вассальной клятвы. 
Замки подверглись серьёзным испытаниям в ходе альбигойского крестового похода 1209—1229 годов, поскольку их сеньоры и окрестные жители были последователями ереси катаризма. Хорошо укреплённый замок Кабаре, принадлежавший в тот момент Пьеру Роже де Кабаре, в течение нескольких недель сопротивлялся осаде. Симон де Монфор, получивший в управление завоёванные земли катаров, захватил близлежавший замок Бран, отрезал у сотни оборонявших его носы, выколол глаза и погнал в таком виде в сторону ластурских замков, дав в провожатые человека, у которого был выколот только один глаз. Легенда гласит, что увидев столь ужасное зрелище, защитники замков Кабаре покинули их 15 августа 1209 года по подземному ходу длиной 3 льё, что позволило им спастись. Графы Кабаре ещё долго сражались, но Ластурские замки никогда более не переходили в их собственность — лишь в 1262 году Жорден де Кабаре получил от короля Людовика Святого другие земли в виде частичной компенсации за утерянное имущество. 
В 1300 году в замке Кабаре была учреждена королевская вигерия, позднее объединённая с каркассонской.
Во время французских религиозных войн XVI века ластурские замки снова оказались в центре сражений — на этот раз между католиками и гугенотами. Замки находились как раз на полпути между оплотом католиков Каркассоном и протестантскими городами Мазаме и Кастр. Сперва ластурские замки безуспешно пытался взять штурмом Анн де Монморанси, а затем 8 мая 1591 года их всё же захватил маршал Гийом де Жуайёз.
Ещё в середине XVIII века замки были в порядке, хотя уже подзаброшены. В 1768 году королевский инженер Жак Филипп Марешаль писал о стратегической важности поддержания в порядке этих замков и их стратегической важности для обороны долины. Замки были сожжены и разрушены после 1786 года, во время революции.

## Замки
Замки находятся в месте впадения ручья Грезилу в реку Орбьель. Они окружены кипарисовыми рощами и располагаются в следующем порядке с севера на юг:

### Кабаре

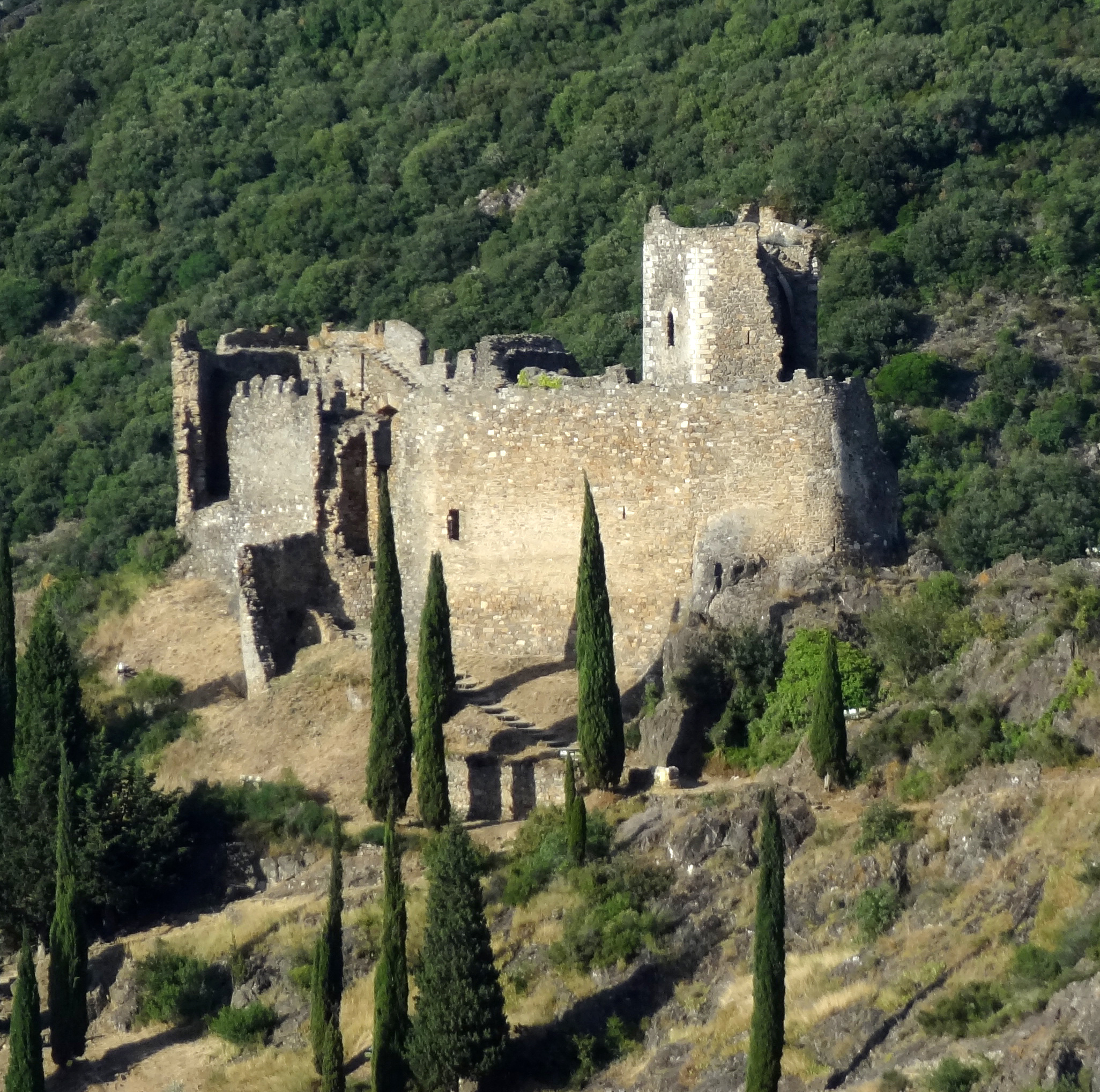

Замок Кабаре (фр. château de Cabaret) состоит из трёх частей: восьмиугольного донжона, жилого корпуса и крепостной стены, а также двух подземных цистерн для питьевой воды. Донжон увенчан стрельчатым куполом, на его вершину ведёт винтовая лестница.

### Башня Режин

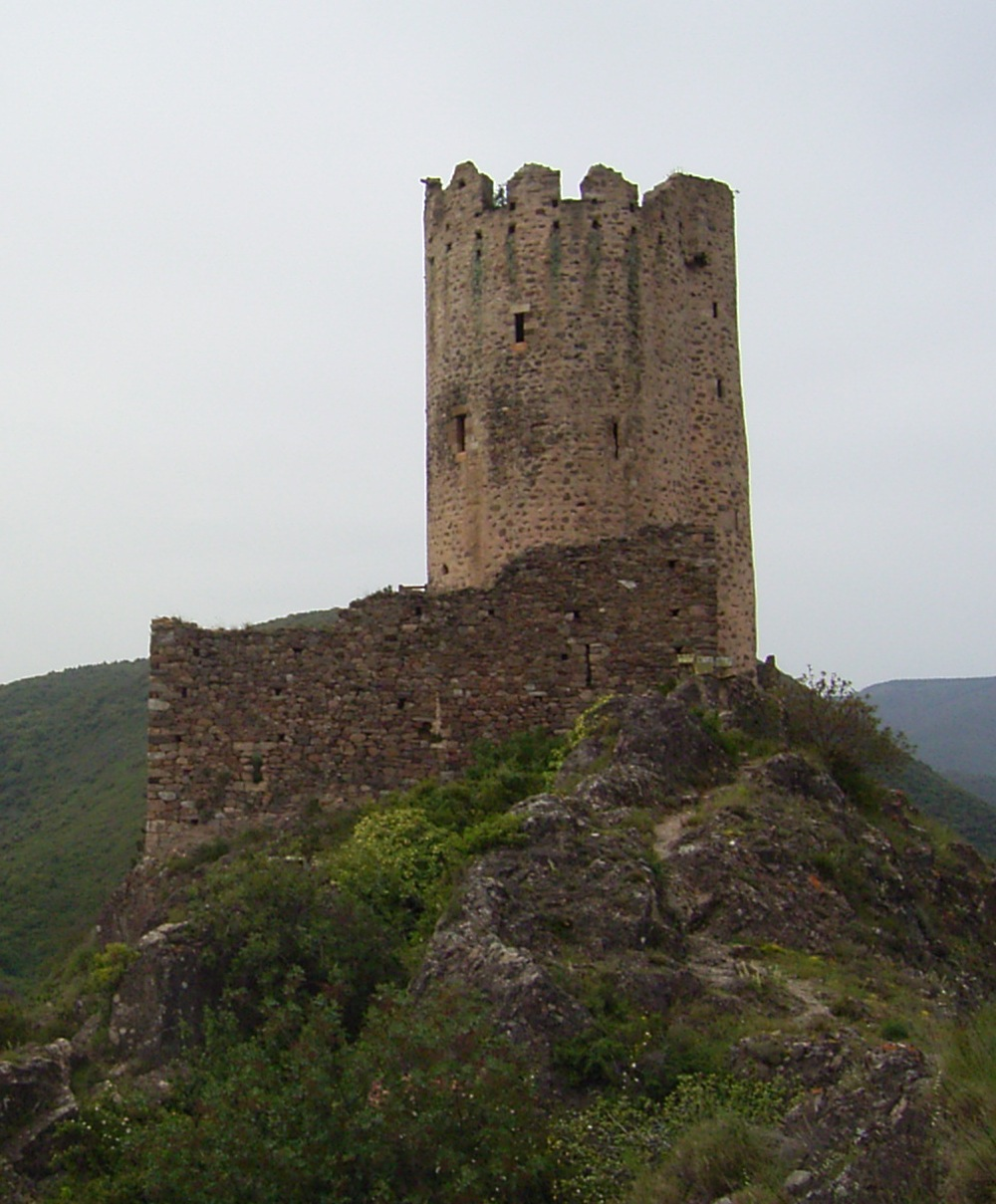

Башня Режин (фр. tour Régine) — ближайшая к Кабаре и самая маленькая из четырёх крепостей. Она была построена позднее других, вероятно, после крестового похода альбигойцев (на что указывает её название «Королевская»). Нет никаких письменных свидетельств её существования до 1260 года. Как и замок Кабаре, башня построена из белого известняка; по форме она похожа на башню замка Кертинё. Ранее эта одиноко стоящая круглая башня была окружёна небольшой куртиной, стены которой ныне обрушились. Три этажа башни соединены винтовой лестницей. В её верхней части находятся два ряда отверстий, в которых когда-то были установлены деревянные балки. Под башней находится самая большая цистерна Ластурских замков.

### Сюрдеспин

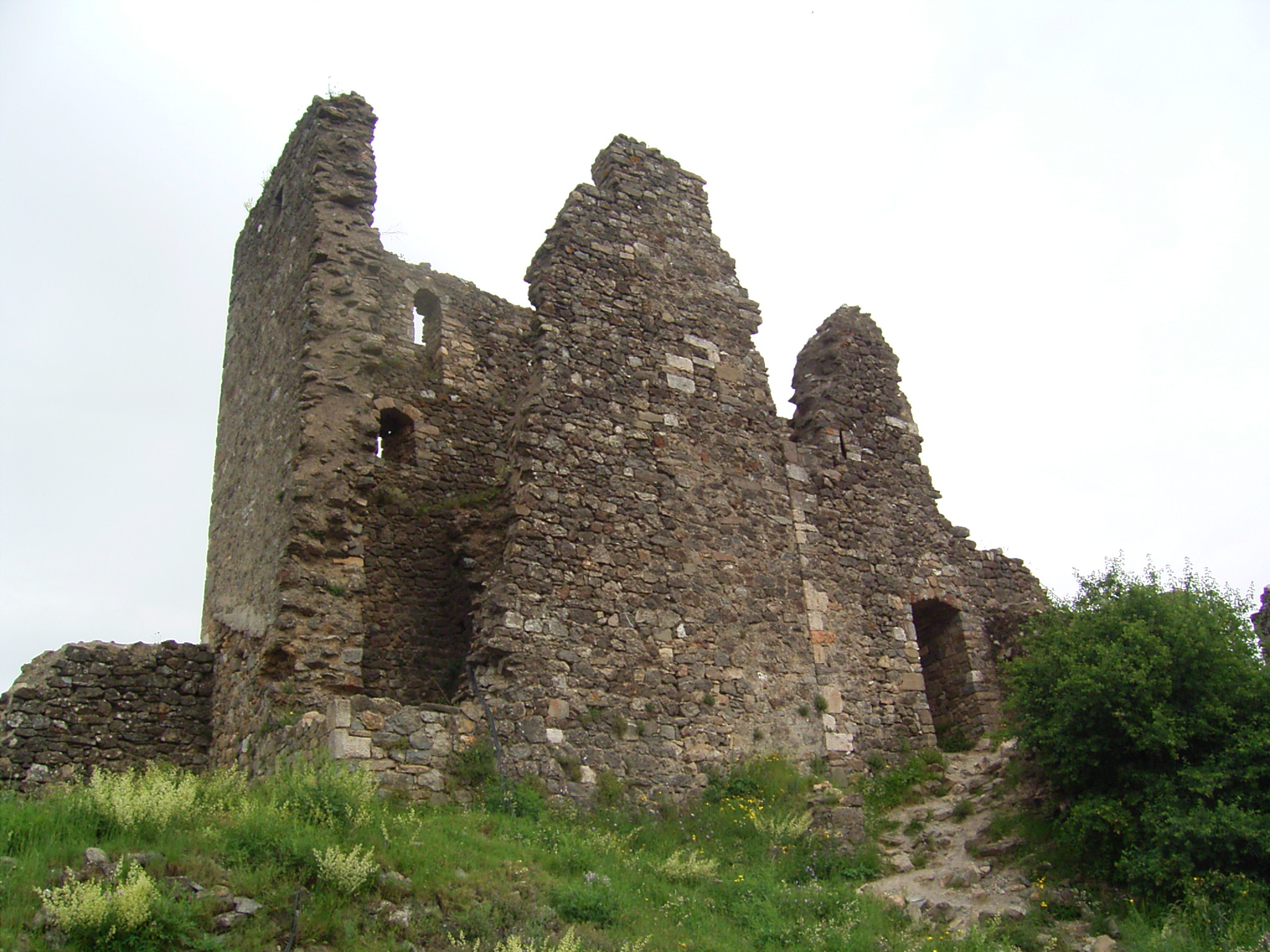

Замок Сюрдеспин (фр. château de Surdespine) или Флёр-д’Эспин (château Fleur d’Espine) состоит из жилой квадратной башни и покрытой розовой штукатуркой цистерны. В стенах замка имеются четыре арочных окна-амбразуры. До реконструкции замка Кабаре, Сюрдеспин был самым крупным из ластурских замков.

### Кертинё

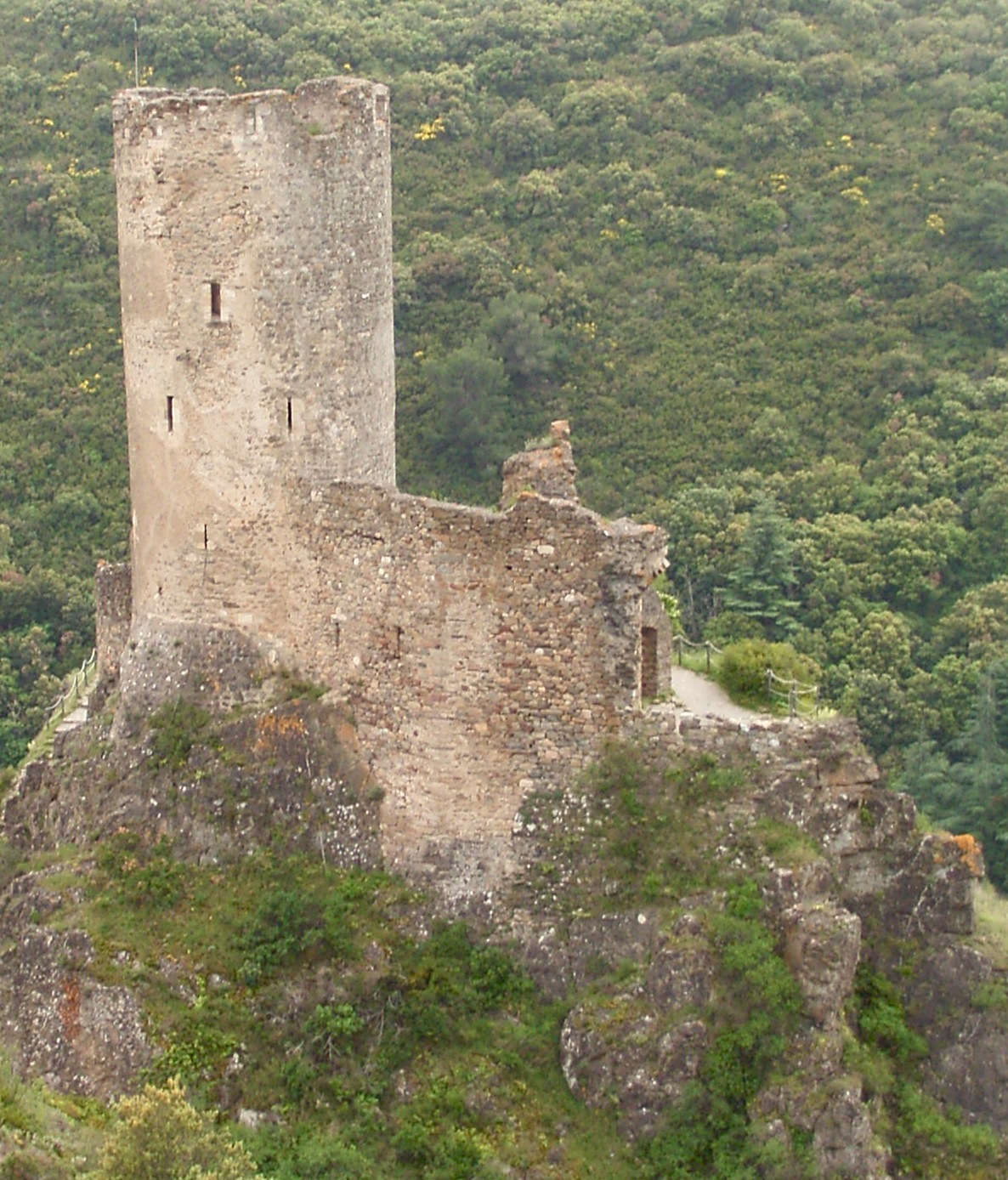

Замок Кертинё (фр. château de Quertinheux) — самый большой из латурских замков, находится на некоем отдалении от трёх других. В состав замка Кертинё входит башня, идентичной башне Режин, а также крепостная стена подобная той, что окружает замок Кабаре. Траектория входа через главные ворота искривлена, что обеспечивало замку дополнительную защиту от проникновения вражеских солдат.

## Статус
В 1905 году замки были классифицированы Министерством культуры Франции как исторический памятник. С 2013 года департаментальным советом департамента Од была запущена процедура включения семи катарских замков (среди которых ластурские замки как единое целое) в список Всемирного наследия ЮНЕСКО, в 2021 году Французский комитет всемирного наследия утвердил их кандидатуру. В случае принятия международной организацией положительного решения, они станут единым музейным комплексом с уже включённой в список городской стеной Каркассона.